# Tammetaguse
Tammetaguse est un village de 11 habitants de la Commune de Iisaku du Comté de Viru-Est en Estonie. 